# Apomys sacobianus
Apomys sacobianus је врста глодара из породице мишева (лат. Muridae). 

## Распрострањење
Ареал врсте је ограничен на једну државу. Филипини су једино познато природно станиште врсте.

## Станиште
Станиште врсте су шуме. 

## Угроженост
Подаци о распрострањености ове врсте су недовољни.

## Спољашња веза
Медији везани за чланак Apomys sacobianus на Викимедијиној остави